# Іскир
І́скир — річка в Болгарії, права притока Дунаю. Довжина 368 км, площа басейну 8,6 тисяч км². Витоки в горах Рила, протікає по Софійській котловині, пересікає в глибокій ущелині хребет Стара-Планіна; нижня течія по Нижньодунайській рівнині. Середня витрата води 54м²/с. Використовується головним чином для зрошування. В долині річки місто Софія.